# غونثر شتاينر
غونثر شتاينر (بالإيطالية: Gunther Steiner)‏ هو مهندس إيطالي، ولد في 7 أبريل 1965 في ميرانو في إيطاليا.